# 市村良三
市村 良三（いちむら りょうぞう、1948年5月31日 - 2023年6月14日）は、日本の政治家、実業家。元長野県上高井郡小布施町長（4期）。
1982年（昭和57年）から市村が親族とともに始めた町並み修景事業は観光まちづくりの成功例として知られている。観光庁から観光カリスマ百選に認定された。

## 来歴
長野県小布施町上町に生まれる。長野県長野高等学校卒業。1973年（昭和48年）3月、慶應義塾大学法学部政治学科卒業。同年、ソニーに就職。27歳で帰郷。
1979年（昭和54年）12月30日、おじの小布施町長の市村郁夫が任期途中で死去。1980年（昭和55年）、市村郁夫の息子の次夫とともに和菓子店「小布施堂」の経営を引き継ぐ。1982年（昭和57年）から町並み修景事業に関わる。桝一市村酒造場の副社長も務める。
1993年（平成5年）、第三セクターのまちづくり会社「ア・ラ小布施」を設立し、代表取締役社長に就任。
2004年（平成16年）12月、小布施町長選挙に立候補し初当選。2005年（平成17年）1月22日に町長就任。2016年（平成28年）、4期目の当選を果たす。在任中、3人の町職員が自殺に追い込まれるなど非難を浴び、週刊誌（週刊文春 2022年5月5日・12日号）で批判された。
2021年、1月21日、北斎ホールで町長の退任式が行われて退任。